# Montse Guillén Pijoan
Montserrat Guillén i Pijoan, més coneguda com a Montse Guillén, (Melilla, 1946 — ??, 19 d’abril de 2025) fou una cuinera i empresària catalana, pionera en la modernització de la gastronomia catalana i referent femenina dins l’escena internacional.

## Biografia
Filla dels restauradors Jaume Guillén i Lola Pijoan, va iniciar-se a la cuina familiar a la masia Can Borrell, a Meranges, i es va formar posteriorment al restaurant La Venta, a la falda del Tibidabo.
L’any 1980 va obrir el restaurant MG al barri de Galvany de Barcelona, amb la col·laboració de diversos artistes, com la gràfica de Xavier Mariscal, la imatge d'America Sánchez, l'interiorisme de Carles Riart o la il·luminació de Gabriel Ordeig, i l'atreviment d'oferir espais singulars per al peix cru, per exemple. El local es va convertir en un referent de la nova cuina catalana, destacant per la seva estètica moderna, la seva aposta per la creativitat, la innovació i la fusió culinària.
El 1984, amb la seva parella, l'artista Antoni Miralda, fundà El Internacional Tapas Bar & Restaurant a Nova York, on introduí les tapes i el pa amb tomàquet als Estats Units. El restaurant esdevingué molt popular, contribuint a la projecció internacional de la cuina catalana.
També va participar en projectes gastronòmics a Miami i al Japó. També a Alemanya, Buenos Aires, Suïssa, Kansas City o França.
Juntament amb Miralda, impulsà el projecte FoodCultura,  una entitat sense ànim de lucre per explorar qüestions sobre les identitats humanes i els rituals universals i les estratègies per preservar i transmetre la cultura culinària, centrat en la intersecció entre cuina, art i ciència.